# Jakub Kulczycki
Jakub Kulczycki herbu Sas (zm. 21 stycznia 1880) – poseł do Sejmu Krajowego Galicji I i IV kadencji (1865–1866, 1877-1879), c.k. radca szkolny we Lwowie (do 1866), starosta powiatowy drohobycki od 1869, kałuski w latach 1871–1879.
Kawaler papieskiego Orderu Świętego Sylwestra, obywatel honorowy miasta Mikołajowa.
Wybrany w IV kurii obwodu Brzeżany, z okręgu wyborczego nr 5 Rohatyn-Bursztyn, 30 listopada 1865 na miejsce Wasyla Seńkowa.